# جيمي بويد
جيمي بويد (بالإنجليزية: Jimmy Boyd)‏ (29 أبريل 1907 بغلاسكو في المملكة المتحدة - 1 يناير 1991) هو لاعب كرة قدم بريطاني (وحمل سابقاً جنسية المملكة المتحدة لبريطانيا العظمى وأيرلندا) في مركز الوسط. لعب مع نادي بوري ونادي دندي.

## وصلات خارجية
- جيمي بويد على موقع قاعدة بيانات كرة القدم.إي يو (الإنجليزية)
- جيمي بويد على موقع ناشيونال فوتبول تيمز (الإنجليزية)